# Copa Desafío de la AFC
La Copa Desafío de la AFC fue un torneo de fútbol masculino a nivel de selecciones nacionales de Asia, organizado por la Confederación Asiática de Fútbol (AFC). El certamen era disputado por los equipos de las asociaciones consideradas emergentes —y en algunas oportunidades, por equipos de las asociaciones en desarrollo— de acuerdo a la calificación otorgada por el programa Vision Asia, un proyecto creado y encabezado por el entonces presidente de la AFC Mohammed bin Hammam, que buscaba incrementar el nivel del fútbol en el continente asiático.
El primer campeonato, organizado en el 2006, contó con la participación de 16 seleccionados, todos ellos en calidad de invitados. A partir de la edición posterior, se estableció una instancia clasificatoria para definir a los clasificados a la fase final, que pasó a ser disputada solamente por 8 equipos. En total, se llevaron a cabo solamente cinco ediciones, y 21 seleccionados formaron parte de alguna fase final.
Desde la edición 2008, la copa le otorgó al campeón la clasificación directa a la siguiente Copa Asiática.
La Copa Desafío de la AFC 2014 fue la última edición del certamen, luego de que la AFC decidiera aumentar de 16 a 24 la cantidad de equipos participantes de la Copa Asiática a fin de permitir que selecciones menos desarrolladas tengan la oportunidad de acceder a la competición más importante del continente. Sin embargo, debido al reclamo de los seleccionados de más bajo nivel que argumentaban las dificultades de organizar partidos amistosos y alegaban la falta de un certamen que les garantizara desarrollo futbolístico, la AFC decidió crear la Copa Solidaridad, considerada actualmente como la sucesora de la extinta Copa Desafío.

## Historial
| Año  | Sede      | Campeón         | Final Resultado | Subcampeón   | Tercer lugar    | Resultado       | Cuarto lugar |
| ---- | --------- | --------------- | --------------- | ------------ | --------------- | --------------- | ------------ |
| 2006 | Bangladés | Tayikistán      | 4:0             | Sri Lanka    | Kirguistán      | [ n 1 ]         | Nepal        |
| 2008 | India     | India           | 4:1             | Tayikistán   | Corea del Norte | 4:0             | Birmania     |
| 2010 | Sri Lanka | Corea del Norte | 1:1 5:4 penales | Turkmenistán | Tayikistán      | 1:0             | Birmania     |
| 2012 | Nepal     | Corea del Norte | 2:1             | Turkmenistán | Filipinas       | 4:3             | Palestina    |
| 2014 | Maldivas  | Palestina       | 1:0             | Filipinas    | Maldivas        | 1:1 8:7 penales | Afganistán   |

## Palmarés
En la siguiente tabla se encuentran los equipos que han estado entre los cuatro mejores de alguna edición del torneo.
 En cursiva se indica el torneo en el que el seleccionado fue local.
| Equipo          | Campeón        | Subcampeón     | Tercer lugar | Cuarto lugar   |
| --------------- | -------------- | -------------- | ------------ | -------------- |
| Corea del Norte | 2 (2010, 2012) |                | 1 (2008)     |                |
| Tayikistán      | 1 (2006)       | 1 (2008)       | 1 (2010)     |                |
| Palestina       | 1 (2014)       |                |              | 1 (2012)       |
| India           | 1 (2008)       |                |              |                |
| Turkmenistán    |                | 2 (2010, 2012) |              |                |
| Filipinas       |                | 1 (2014)       | 1 (2012)     |                |
| Sri Lanka       |                | 1 (2006)       |              |                |
| Kirguistán      |                |                | 1 (2006)     |                |
| Maldivas        |                |                | 1 (2014)     |                |
| Birmania        |                |                |              | 2 (2008, 2010) |
| Nepal           |                |                |              | 1 (2006)       |
| Afganistán      |                |                |              | 1 (2014)       |

## Tabla histórica
| Pos. | Selección       | TJ | Pts. | PJ | PG | PE | PP | GF | GF | Dif. | Títulos | Rend.  |
| ---- | --------------- | -- | ---- | -- | -- | -- | -- | -- | -- | ---- | ------- | ------ |
| 1    | Corea del Norte | 3  | 38   | 15 | 12 | 2  | 1  | 35 | 4  | 31   | 2       | 84,44% |
| 2    | Tayikistán      | 4  | 35   | 19 | 11 | 2  | 6  | 37 | 16 | 21   | 1       | 61,40% |
| 3    | Turkmenistán    | 4  | 28   | 16 | 8  | 4  | 4  | 27 | 14 | 13   |         | 58,33% |
| 4    | Palestina       | 3  | 27   | 14 | 8  | 3  | 3  | 29 | 8  | 21   | 1       | 64,28% |
| 5    | Filipinas       | 3  | 21   | 13 | 6  | 3  | 4  | 18 | 14 | 4    |         | 53,84% |
| 6    | India           | 4  | 18   | 15 | 5  | 3  | 7  | 13 | 21 | –8   | 1       | 40%    |
| 7    | Kirguistán      | 3  | 15   | 11 | 5  | 0  | 6  | 7  | 12 | –5   |         | 45,45% |
| 8    | Birmania        | 3  | 15   | 13 | 5  | 0  | 8  | 15 | 22 | –7   |         | 38,46% |
| 9    | Sri Lanka       | 3  | 14   | 12 | 4  | 2  | 6  | 12 | 22 | –10  |         | 38,89% |
| 10   | Nepal           | 3  | 11   | 11 | 3  | 2  | 6  | 11 | 14 | –3   |         | 33,33% |
| 11   | Bangladés       | 2  | 10   | 7  | 3  | 1  | 3  | 10 | 14 | –4   |         | 47,61% |
| 12   | Maldivas        | 2  | 8    | 8  | 2  | 2  | 4  | 9  | 12 | –3   |         | 33,33% |
| 13   | Afganistán      | 3  | 8    | 11 | 1  | 5  | 5  | 7  | 20 | –13  |         | 24,24% |
| 14   | China Taipéi    | 1  | 5    | 4  | 1  | 2  | 1  | 3  | 5  | –2   |         | 41,66% |
| 15   | Brunéi          | 1  | 4    | 3  | 1  | 1  | 1  | 2  | 2  | 0    |         | 44,44% |
| 16   | Pakistán        | 1  | 4    | 3  | 1  | 1  | 1  | 3  | 4  | –1   |         | 44,44% |
| 17   | Camboya         | 1  | 3    | 3  | 1  | 0  | 2  | 4  | 6  | –2   |         | 33,33% |
| 18   | Bután           | 1  | 1    | 3  | 0  | 1  | 2  | 0  | 3  | –3   |         | 11,11% |
| 19   | Macao           | 1  | 1    | 3  | 0  | 1  | 2  | 2  | 8  | –6   |         | 11,11% |
| 20   | Laos            | 1  | 1    | 3  | 0  | 1  | 2  | 1  | 7  | –6   |         | 11,11% |
| 21   | Guam            | 1  | 0    | 3  | 0  | 0  | 3  | 0  | 17 | –17  |         | 0%     |